# براندون بولدن
براندون بولدن (بالإنجليزية: Brandon Bolden)‏ هو لاعب كرة قدم أمريكية أمريكي، ولد في 26 يناير 1990 في باتون روج في الولايات المتحدة.

## وصلات خارجية
- براندون بولدن على موقع مرجع كرة القدم المحترفة.كوم (الإنجليزية)